# Two Can Play That Game
Two Can Play That Game is een nummer van de Amerikaanse zanger Bobby Brown uit 1995. Het is de zesde en laatste single van zijn derde studioalbum Bobby.
De originele versie van "Two Can Play That Game" werd nooit als single uitgebracht. De K-Klass remix van het nummer werd wel een hit in diverse Europese landen. In het Verenigd Koninkrijk haalde deze remix de 3e positie. In de Nederlandse Top 40 stond de plaat 12 weken genoteerd en wist het de 3e positie te behalen, en in de Vlaamse Ultratop 50 de 15e.